# Budike

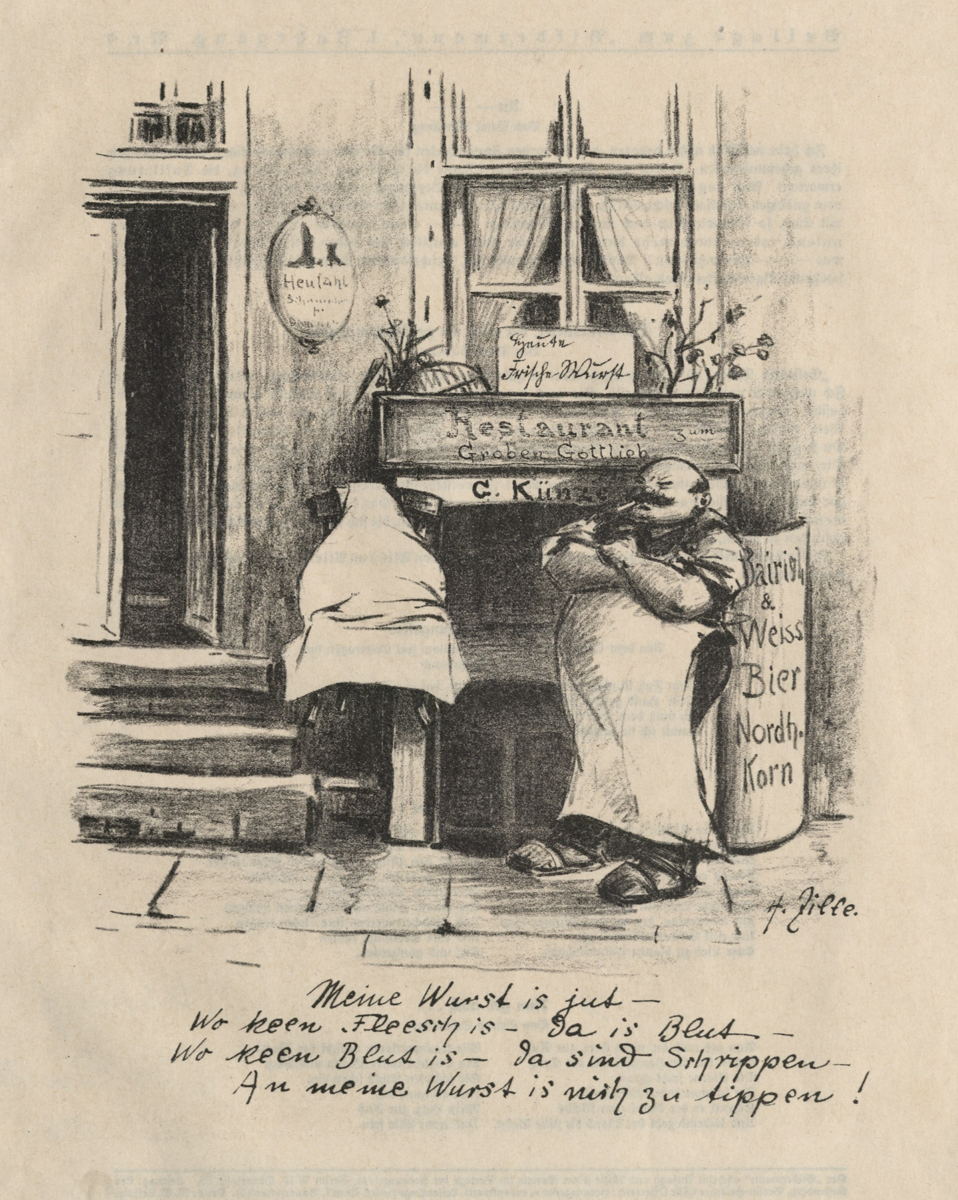
Ein Berliner Budiker vor seiner im Souterrain gelegenen Budike, gezeichnet von Heinrich Zille (1916)

Als Budike (auch Viktualienkeller) wird regional, vor allem im Berliner Raum, eine kleine Kneipe oder ein als Trinkhalle dienender Kiosk bezeichnet.

## Geschichte
Ursprünglich wurden damit Verkaufseinrichtungen (Kramladen) bezeichnet, die ein umfangreicheres Angebot an Lebensmitteln (Fleisch, Backwaren, Spirituosen und Bier) hatten als Tabakgeschäfte und „Materialläden“. Heute ist der Begriff in seiner veränderten Bedeutung als Bezeichnung für eine einfache Gaststätte („Kneipe“) oder einen vorwiegend auf Getränkeverkauf ausgerichteten Kiosk („Trinkhalle“) vor allem noch im Berliner Raum anzutreffen.
In anderen Regionen Deutschlands bezeichnet man damit kleine, schäbige Häuser und Hütten.
Das Wort ist eine an den Begriff „Bude“ angelehnte Verballhornung des französischen Begriffs Boutique. Dieser bezeichnete im 17. Jahrhundert, als er durch vertriebene französische Hugenotten Verbreitung im deutschen, besonders im preußischen Raum fand, allgemein einen Speicher oder ein Magazin. In seiner verballhornten Form gewannen aber bald die pejorativen Bedeutungen „schlechtes Haus“ bzw. „billige Gastwirtschaft“ die Oberhand. Heute wird das Wort nicht mehr abschätzig, sondern eher salopp-familiär gebraucht.
Im 19. Jahrhundert fasste – im Zuge der französischen Sprachmode – der Begriff „Boutique“ ein zweites Mal Fuß im deutschen Sprachgebrauch, diesmal jedoch in seiner Originalschreibweise und in seiner heute gebräuchlichen Bedeutung „gepflegtes Kleidungs- oder Schmuckgeschäft“. Die beiden heute nebeneinander existierenden Begriffe mit zweierlei Bedeutungen sind also Produkte zweier Importwellen desselben französischen Lehnworts in zwei verschiedenen Epochen.

## Budiker

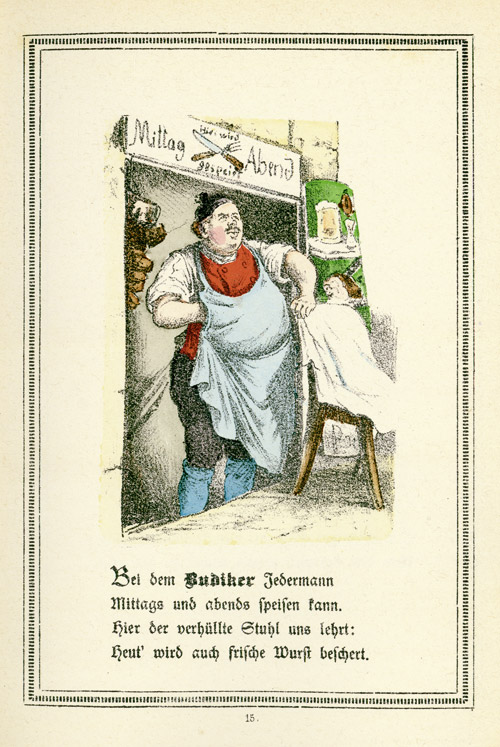
Budiker, aus dem Buch Berliner Kinder. Bilder aus der Kaiserstadt, um 1870

Als Budiker bezeichnet man im Berliner Raum Inhaber von Gaststätten. Typischerweise sind dies einfache Lokale und Kneipen, dadurch erklärt sich die negative Konnotation, wenn Besitzer höherpreisiger Restaurants und Bars damit bezeichnet werden.